# انداکاتانکلی
انداکاتانکلی (به لاتین: Andakatanikely) یک سکونتگاه مسکونی در ماداگاسکار است که در آمورونئی مانیا واقع شده‌است.

## خصوصیات
انداکاتانکلی ۶٬۰۰۰ نفر جمعیت دارد.